# Volkswagen Brasilia
El Volkswagen Brasilia fue un automóvil del Segmento C producido entre 1973 y 1982 por Volkswagen do Brasil. Fue diseñado para combinar la robustez del Volkswagen Sedán, un auto que ya estaba consagrado, con la comodidad de un auto más moderno con mayor espacio interior. Este nombre es un homenaje a la entonces ciudad moderna, Brasilia, la capital brasileña que había sido fundada 13 años antes, este automóvil salió a la venta en México, Brasil, Venezuela, Bolivia, Perú, Chile, Colombia, Ecuador, Paraguay y Uruguay.
Su nomenclatura interna es denominada Tipo 321. Su tipo de carrocería está en discusión, debido a su apariencia de mini-vagoneta por lo que popularmente se le conoce como la Brasilia, en vez de el Brasilia.

## Primeros años
En la mayoría de los mercados de América del Sur encabezados por Brasil, el Volkswagen Sedán, la Kombi y el Karmann Ghia eran los únicos Volkswagen con motor refrigerado por aire que tenían éxito en ventas. Modelos como el Volkswagen 1600 TL, el Volkswagen 1600 de 4 puertas (Zé do Caixao) y el Karmann Ghia TC tuvieron una corta vida. La única variación de esta familia de relativo éxito, fue el Volkswagen 1600 Variant.
El Brasilia estaba equipado con un motor de 1.6 L (1584 cc) montado atrás, refrigerado con aire y con cuatro cilindros opuestos (tipo boxer). Su apariencia recuerda a una versión a escala reducida del Volkswagen 412 Variant o Familiar, pero de hecho estaba basado en el Volkswagen Sedán. El Brasilia fue diseñado y construido por Volkswagen do Brasil, que tenía en ese entonces una línea de coches única y algo exótica, y fue asimismo uno de los primeros Volkswagen en el mundo en ser diseñado y construido fuera de Alemania (El también brasileño SP2, de 1972, fue el primero).
En Brasil se dio a conocer este modelo como una  "mini-camioneta", esto se debe a que las "camionetas" estaban sujetas a menores cargas de impuestos, aunque no muy significantes, no obstante, en la realidad se trata de un hatchback de manera similar a un Gol o un Golf. Para algunos expertos esta forma de clasificación y comercialización de Volkswagen en su inicio pudo haber obstaculizado las ventas del modelo en los años subsecuentes.

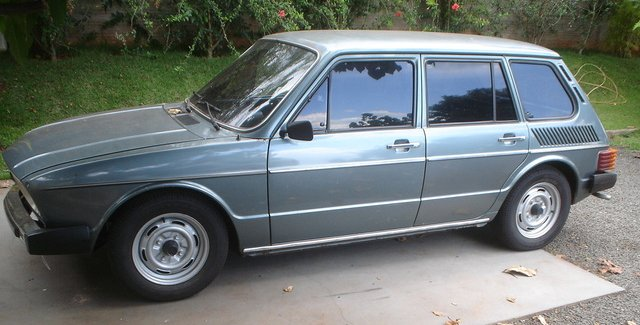
Volkswagen Brasilia 5 puertas

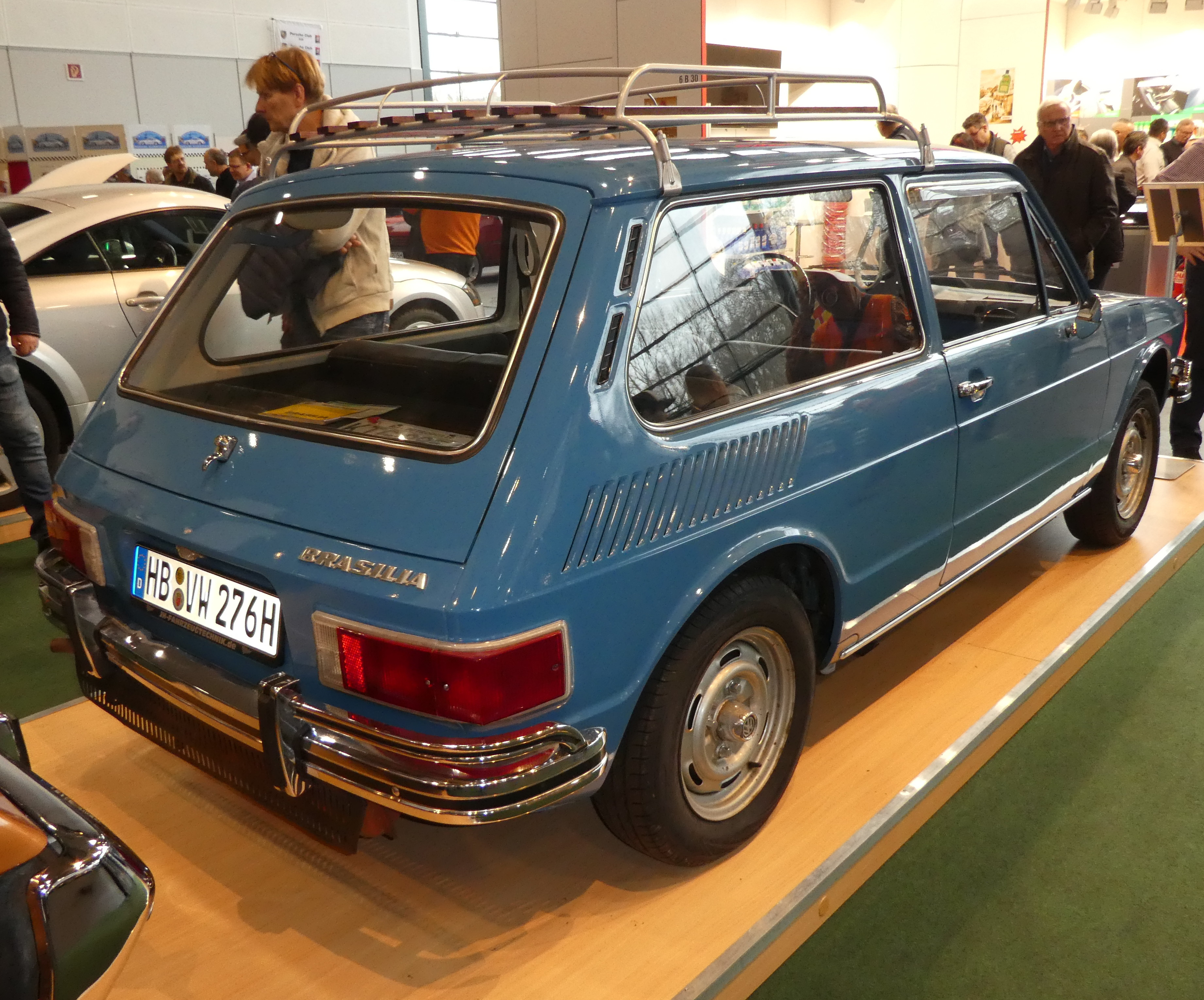
Vista posterior de un Volkswagen Brasilia

La producción total del Brasilia superó el millón de vehículos. El éxito en ventas fue instantáneo de modo que en 1975 se produjeron 126,000 unidades. Era buscado principalmente por jóvenes y familias pequeñas. En 1976, se adopta para Brasil el motor para ser alimentado por dos carburadores, que aumentaron su potencia a 65 CV. Su principal problema, al igual que con el Volkswagen Sedán, era el ruido interior, que con estos cambios se incrementó. Se presentaron algunas versiones con acabados más lujosos, que si bien reducían el ruido, nunca lograron acabar con este problema. En 1977 el Brasilia recibe el sistema de frenos de doble circuito (delantero y trasero) y la columna de dirección colapsable. En 1978, recibe nuevas luces traseras con muescas que mejoraban la visibilidad (inventadas por Mercedes-Benz), y un nuevo desempañador trasero opcional. Meses más tarde sale a la luz una versión de 5 puertas, que se puede considerar como el primer hatchback de 5 puertas brasileño en comercializarse, esta versión fue más del agrado de los taxistas que de las familias, por lo que el extraño gusto de los brasileños por los autos de dos puertas prevaleció. Para 1980, aparece el Brasilia LS, una nueva versión más equipada, apareció un nuevo tablero con más instrumentos. Los asientos son de un diseño más anatómico con cabeceras delanteras. Igualmente se presentó un motor 1.3 Lt. 49 CV que funcionaba con Alcohol.

## El Brasilia en otros países
El Brasilia se exporta a países como Colombia, Chile, Uruguay, El Salvador, Filipinas, Paraguay, Bolivia, Honduras y en Europa en Portugal, debido este último a la precaria situación económica posterior al 25/4/74, ya que los Volkswagen importados de Alemania, por el cambio escudo/marco eran absurdamente caros, allí se recuerda como un coche fiable pero que consumía mucho combustible. En Venezuela también se ensambló en la planta de la Volkswagen, ubicada en la población de Palma Sola, en el Estado Carabobo. En Nigeria se ensambló igualmente a partir de kits CKD. En el país africano recibió el nombre de "Igala".

### El Brasilia en México
México, el único país aparte de Brasil donde se fabricó, que si bien, los modelos hechos en México contaban con muchas piezas de origen brasileño, piezas como los motores, transmisiones, suspensiones, frenos, rines, llantas y las suspensiones, entre otros, son suministradas localmente. En 1974, Volkswagen de México presenta el Brasilia en el mercado mexicano. Únicamente estuvo disponible en versión de 3 puertas en el periodo entre 1974 y 1982. Se comercializó con relativo éxito ya que representaba una opción distinta y de mayor costo al popular Vocho, que pronto logró popularidad en el país dada su amplitud interior y visibilidad, sin embargo a largo plazo se manifestaron problemas de corrosión en la carrocería, por lo cual se dificulta en el presente encontrar ejemplares en buen estado de conservación.
El Brasilia mexicano, no presentó variación mecánica respecto al Volkswagen Sedán, su motor era de 4 cil., Boxer 1.6 L, enfriado por aire, con 44 CV (SAE), alimentado por un carburador simple y asociado a una transmisión manual de 4 velocidades, igualmente conservó la suspensión a base de barras de torsión, aunque de mayor capacidad en la parte trasera, frenos de tambor más grandes en las ruedas traseras y frenos de disco en las delanteras (lo anterior daba ventajas en el frenado y mantenimiento mecánico del sistema). El Brasilia fue descontinuado a mediados de 1982, con una producción total de 72,377 unidades, ya que el Caribe (Golf I), que había sido introducido desde 1977 en el país, y debido a una reducción paulatina en sus precios, aumentó en las preferencias del consumidor por tener una apariencia y tecnología más moderna, mayor equipamiento, más opciones y prácticamente el mismo precio de entrada que el Volkswagen brasileño.

### El Brasilia en Bolivia
A finales de 1974 el Brasilia fue introducido en el mercado boliviano, siendo ampliamente aceptado, gracias a su versatilidad, ya que presentaba características que lo hacían muy adecuado para los caminos geográficamente accidentados del territorio boliviano. Ni las diferencias de elevación de las ciudades, ni las de temperatura, que son muy variables, fueron un impedimento para su correcto desempeño.
Según datos de la Aduana Nacional de Bolivia entre los años 1975 y 1985, ingresaron 176,551 unidades del Brasilia. Se estima que alrededor de 12,500 unidades continúan circulando en el país.

### El Brasilia en Colombia
Durante los años 70 y 80 del siglo pasado fue común como auto patrulla debido a su robustez y durabilidad. El Brasilia se obtuvo como una donación para la lucha contra el crimen. En este país, el Brasilia es poco común como vehículo, aunque muy cómodo.

### El Brasilia en El Salvador
Comercializada en sus versiones de 2 y 4 puertas durante finales de los años 1970 y principios de los 80's, el Volkswagen Brasilia fue importado, tanto de Brasil, como de México, siendo la diferencia más fundamental el hecho que la versión brasileña tenía un motor de doble carburador, mientras que la versión mexicana únicamente tenía uno.
A pesar de su carrocería tipo hatchback similar a la del Volkswagen Golf de primera generación, con el que compartió espacio en las salas de venta, el Brasilia fue considerado, probablemente por su gran parecido con la Volkswagen Variant, como un automóvil familiar compacto.

### El Brasilia en Paraguay
Pese a la fuerte presencia del Beetle y la competencia con otras marcas como Citroën, Ford y Toyota, el Brasilia tuvo mucho éxito en el mercado automotriz de Paraguay y que marcó las calles de ese país, de hecho en la actualidad en redes sociales como Facebook es posible encontrar grupos de compra-venta de modelos de Volkswagen, específicamente el Brasilia, el Beetle y la Kombi donde están personas que le gustan el Brasilia y lo buscan para adquirirlos. En Paraguay aún es posible seguir viendo algunos Brasilia raras veces, en su mayoría ya con corrosión en la carrocería ya que el Brasilia era un modelo no galvanizado, sin embargo en este país hay algunos Brasilias restaurados por coleccionistas que se encargaron de galvanizarlos.

## Fin de serie y sustitución por el Volkswagen Gol
En la segunda mitad de los años 70 hubo la intención de dotar a este modelo de un motor delantero en línea enfriado por agua como el Golf, que comenzaba a venderse en los países de América del Norte, sin embargo, Volkswagen do Brasil se inclinó por el proyecto BX que salió a la luz en mayo de 1980 bajo el nombre de Volkswagen Gol, que si bien todavía utilizaba los viejos motores bóxer enfriados por aire, pero ahora sobre el eje delantero, al tener un diseño más moderno y atractivo, canibalizó las ventas del Brasilia, de tal forma que se descontinúa de la producción en marzo de 1982 en Brasil, y unos meses más tarde en México, después de vender casi dos millones de unidades.

## El Brasilia en la cultura popular
Si bien el Brasilia fue un vehículo particularmente popular en el Brasil, también tuvo su cuota de éxito en México.
En Brasil una Brasilia amarilla fue la protagonista del videoclip del grupo Mamonas Assassinas "Pelados em Santos" (Desnudos en Santos) adquiriendo una presencia imborrable en el imaginario del país brasileño.
Fue recordada su  aparición en varios capítulos de la serie El Chavo del 8, del cómico mexicano Chespirito, donde el personaje que interpretaba Édgar Vivar (el Señor Barriga), ocupaba como coche particular un Volkswagen Brasilia. Son recordadas las situaciones humorísticas que se generaron en torno al coche cuando el Chavo del 8 lo halló estacionado en la calle y pretendió hacerse acreedor del mismo, justificándose que "lo había encontrado en la calle". Otra situación se da, cuando el coche sufre una descompostura y El Chavo al abrir el cofre delantero, concluye que el coche no funciona porque le robaron el motor, ignorando que tenía el motor atrás. En el capítulo de las vacaciones a Acapulco, este coche es reemplazado por un Volkswagen Safari.
Es aquí también, donde se generan las dudas sobre el tipo de vehículo que es el Brasilia, ya que constantemente el Chavo se refiere al mismo como, "la camioneta".
También aparece en la película venezolana Domingo de Resurrección como vehículo particular del protagonista León Camacho (interpretado por Juan Manuel Laguardia).